# Havana-Katze
| Havana                                                  | Havana                                                  |
| Standard: - CFA - TICA (PDF-Datei; 20 kB) - GCCF - FIFe | Standard: - CFA - TICA (PDF-Datei; 20 kB) - GCCF - FIFe |
| ------------------------------------------------------- | ------------------------------------------------------- |
| Schulterhöhe                                            |                                                         |
| Länge                                                   |                                                         |
| Gewicht                                                 | Kater: Ø 3,5 kg Katze: Ø 2,7 kg                         |
| erlaubte Farben                                         | chocolate                                               |
| nicht erlaubte Farben                                   | alle anderen                                            |
| erlaubte Fellzeichnung                                  | einfarbig (non-agouti)                                  |
| Liste der Katzenrassen                                  |                                                         |

Die Havana ist eine vom Menschen erzüchtete Katzenrasse. Sie gehört zu den Orientalisch-Kurzhaar-Katzen und wird bei den europäischen Katzenvereinen üblicherweise auch in dieser Kategorie geführt. Wie die Foreign White bei den Siam ist sie jedoch von vielen Zuchtvereinen lange als eigenständige Rasse geführt worden und wird dies auch noch bei manchen amerikanischen Vereinigungen.

## Geschichte
Die Havana ist in Europa seit dem ausgehenden 19. Jahrhundert bekannt. In der 11. Ausgabe der Encyclopædia Britannica wird sie auch als Swiss Mountain Cat bezeichnet. Ab den 1920er Jahren war die Zucht der „nicht blauäugigen Siamesen“, also der OKHs, in Großbritannien unerwünscht. Daher wurde auch die Havana nicht mehr gezüchtet. Erst in den 1950er Jahren arbeiteten englische Züchter wieder daran, eine „braune“ Katze (gemeint ist hier chocolate) zu erzüchten. Es wird berichtet, dass eine schwarze Hauskatze, eine seal oder chocolate Siamesin und eventuell auch eine Russisch Blau in diesem Zuchtprogramm eingesetzt wurden. Hier wurde erstmals der Begriff Havana Brown verwendet, um die Farbgenetik der braunen (chocolate) Katze zu beschreiben. Woher der Begriff stammt, ist umstritten. Er könnte sowohl von einer Kaninchenfarbe als auch von den kubanischen Zigarren abgeleitet sein.
Die Havana Brown kam erst Mitte der 1950er Jahre in die USA, wurde aber schon 1959 von der CFA als Rasse akzeptiert. Den Champion-Status erhielt sie aber erst 1964. Alte Stammbäume zeigen, dass die amerikanischen Züchter zu Beginn auch Russisch Blau und Siamesen in ihren Zuchtprogrammen hatten. 1974 wurde diese Praxis unterbunden, da keine Auskreuzungen mehr erlaubt wurden.
Da die Anzahl der Havana-Züchter in den USA in den 1990er Jahren stark zurückging, und so der Genpool zu klein zu werden drohte, wurde 1998 die Auskreuzung mit schwarzen oder blauen Hauskatzen und OKHs mit bestimmten Farben wieder erlaubt.

## Aussehen
Auffällig ist das glitzernde mahagoni-schimmernde Fell. Es ist weich, glänzend, liegt eng an und fühlt sich an wie ein Nerzfell. Ein gleichmäßiges warmes Schokoladenbraun, das auch zu Rotbraun tendieren darf, ist erwünscht. Der Kopf ist etwas länger als breit. Die Katze hat einen sichtbaren Stopp zwischen den Augen. Hervorgehobene Schnurrhaarkissen formen zusammen mit einem starken Kinn eine etwas gerundete Schnauze. Grüne Augen in Verbindung mit den nach vorne gedrehten Ohren tragen zu einem wachsamen Eindruck bei. Nimmt man eine Havana hoch, so ist sie überraschend schwer. Der mittelgroße Körper muss stark und muskulös sein, das Gefühl von Kraft, aber auch von Eleganz und Anmut vermitteln. Kater sind üblicherweise größer als Katzen.

## Wesen
Die Havana ist eine charmante, spielfreudige Katze mit einer weichen Stimme. Sie benutzen oft ihre Pfoten, um die Vorübergehenden auf sich aufmerksam zu machen oder um interessante Dinge zu untersuchen.